# یان کوالچیک
یان کوالچیک (انگلیسی: Jan Kowalczyk؛ ۱۸ دسامبر ۱۹۴۱ – ۲۴ فوریهٔ ۲۰۲۰) سوارکار اهل لهستان بود.
وی در مسابقات کشوری و بین‌المللی در مجموع برندهٔ ۱ مدال طلا، ۱ مدال نقره، ۱ مدال برنز شده‌است.